# مینروینو دی لچه
مینروینو دی لچه (به ایتالیایی: Minervino di Lecce) یک کومونه در ایتالیا است که در استان لچه واقع شده‌است.

## خصوصیات
مینروینو دی لچه ۱۷ کیلومترمربع مساحت و ۳٬۸۳۲ نفر جمعیت دارد و ۹۸ متر بالاتر از سطح دریا واقع شده‌است.

## خواهرخوانده
شهر نگوتینو خواهرخواندهٔ مینروینو دی لچه هست.